# 艾倫·穆拉利
艾倫·羅傑·穆拉利（英語：Alan Roger Mulally，1945年8月4日—），美國工程師及行政人員，曾任福特汽車總裁兼執行長，於2014年7月1日退休。福特在2000年代末期經濟大衰退期間面臨倒閉危機，但在穆拉利的帶領下轉虧為盈，成為美國唯一不需要政府紓困的大型汽車製造商。作家布萊斯·G·霍夫曼（Bryce G. Hoffman）在2012年出版《勇者不懼：拯救福特，企業夢幻CEO穆拉利》一書，記錄了穆拉利在福特的成就。2014年7月15日，穆拉利加入Google董事會。
穆拉利曾任波音執行副總裁及波音民用飛機集團（BCA）執行長。1969年，他進入波音擔任工程師展開職業生涯，並在2000年中期幫助BCA擊敗對手空中巴士。

## 早年生活
穆拉利生於美國加利福尼亞州奧克蘭，母親洛雷娜·莉澤特·克拉克（Lauraine Lizette Clark）與父親查爾斯·R·穆拉利（Charles R. Mulally）在联合劳军组织的一場舞會中相識。穆拉利在母親的家鄉堪薩斯州勞倫斯長大，並成為當地普利茅斯公理會的一員。他視牧師戴爾·特納（Dale Turner）為心靈導師，在教堂集會中，經常坐在最前排聽牧師講道。穆拉利表示他在17歲時，受到約翰·甘迺迪總統欲將人類送上月球的願景啟發。

### 教育
穆拉利進入他母親的母校堪薩斯大學就讀，取得航空航天工程理學士（1968年）及碩士（1969年）學位。他是Kappa Sigma兄弟會的一員。1982年，穆拉利在麻省理工學院史隆管理學院的史隆研究生計畫下取得管理碩士學位。

## 職業生涯

### 波音
1969年大學畢業後，穆拉利進入波音公司擔任工程師。在此過程中，他擔任過一些有關工程及專案管理的職位，對波音727、737、747、757、767及波音777的研發做出貢獻。他領導了757及767駕駛員座艙的設計團隊，推出首架全數位化座艙的民用飛機、首架兩名機員的長途飛機，以及能讓機師駕駛兩架不同飛機的常規機型評級。起初，他在777計畫中擔任工程總監，自1992年9月起，升任為副總裁兼總經理。
隨後，穆拉利被任命為民用飛機組的工程副總裁。他在777計畫中遵循了菲爾·康迪特提出的「攜手合作」（Working Together）理念，被視為是提昇這套理念的關鍵人物。1994年，穆拉利晉升為飛機研發資深副總裁，掌管任何有關飛機研發、飛航測試作業、認證及政府技術聯絡等業務。1997年，穆拉利成為波音資訊空間及防禦系統公司（Boeing Information, Space & Defense Systems）總裁及波音公司資深副總裁，1998年便卸下職務，改任波音民用飛機集團總裁，而至2001年又兼任執行長一職。
隨著菲爾·康迪特及哈里·斯通塞弗先後在2003及2005年被迫辭職，穆拉利獲選為其中一位升任執行長位置的內部候選人。當穆拉利落選後，外界開始懷疑他是否會續留在波音公司。
為了表彰穆拉利在波音的表現，《美國航太周報》選他為2006年年度人物。

### 福特汽車公司

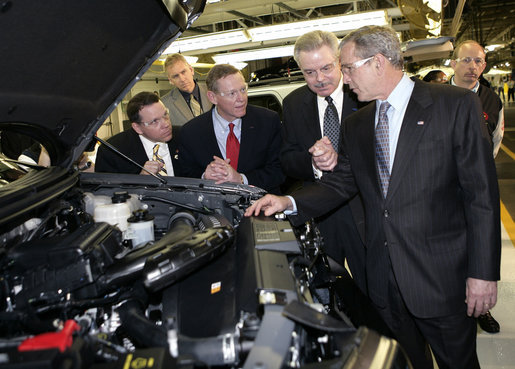
2007年3月20日，穆拉利（紅色領帶者）在密蘇里州克萊柯莫 (密蘇里州)的福特堪薩斯城組裝廠帶領喬治·W·布希總統參觀福特全新出廠的油電混合動力車。

前福特汽車公司執行長小威廉·克萊·福特在位時，花了一段時間找尋他的執行長職位接班人，先後遭到戴姆勒的迪特爾·蔡澈及雷諾/日產汽車的卡洛斯·戈恩婉拒。終於，在2006年9月5日宣布穆拉利接任福特汽車公司總裁兼執行長，小威廉·克萊·福特則成為福特董事會的執行董事長。穆拉利在福特宣布成為執行長前，曾稱他的凌志LS430是「全世界最出色的車」，道出了福特不如以往是該產業的領頭羊。隨後，他因為遭到批評，轉為駕駛福特旗下的汽車。
穆拉利上任後做出了幾項決策，包含重啟福特金牛座。他表示在1990年代末期銷量下滑前，金牛座一直是公司其中一個最暢銷的車型，無法理解公司當初為何要停止生產金牛座。
穆拉利接管「前進之路」重整計畫，力圖讓福特轉虧為盈。他所提出的一系列縮減開銷策略，包含暫停發放股東股利等，讓福特再現近兩年首次的單季獲利。
2006年，穆拉利將福特所有資產抵押，向銀行貸款236億美元，作為面臨經濟衰退或其他突發事件的緩衝資金。當時，福特貸款的舉動被當作是已經面臨走投無路的窘境，但是對照敵手通用汽車及克萊斯勒汽車公司在幾年後的汽車工業危機瀕臨破產邊緣，福特當時的確做出了更加明智的財務政策，更成為唯一不需要政府紓困的底特律三大汽車製造商。穆拉利在美國國會支付政府貸款給通用汽車及克萊斯勒汽車前，曾公開表明若是通用或克萊斯勒倒閉，可能連帶影響到零件供應商，進而迫使包含福特在內的汽車製造商面臨相同困境。2009年5月，福特董事長威廉·克萊·福特表示「艾倫是（成為執行長）絕佳的人選，經年累月，更證明了當初的決定是對的。」
2007年，穆拉利主導了將捷豹及荒原路華出售給印度汽車製造商塔塔汽車的業務。穆拉利表示他對此出售案並不感到惋惜，應當全神貫注在福特品牌，避免像前執行長雅克·納賽爾因著重在海外收購，忽略福特在美國本土的衰退而遭到批評。福特在此次出售案中獲得23億美元，較納賽爾與唐納·彼德森當初收購的金額低。然而，分析師認為若福特等到2008年才打算出售，他們將僅能以更低的價格出售，甚至找不到任何願意收購的買家。隨後，由於2008年夏季高漲的油價，塔塔因為捷豹與荒原路華的銷量大幅下滑，進而向英國政府尋求紓困貸款。穆拉利也出售了奧斯頓·馬丁及富豪汽車，並降低福特在馬自達的持股比例。
在2008年經濟衰退期間的虧損更加嚴重，福特於2008年12月1日宣布一項提案，如果福特獲得政府貸款的話，執行長穆拉利同意將年薪減至1美元。此前，他與其他家車廠高層曾因為搭乘所屬企業的私人專機前往華府，出席政府提供貸款給福特的聽證會遭到批評。爾後的聽證會，他便駕駛福特油電混合動力車從底特律前往華府，並將除了一架以外的所有公司私人飛機出售。2008年，穆拉利賺得的總報酬達美元13,565,378元，其中包含薪資2,000,000元美元、股票獎酬1,849,241元美元及選擇權獎酬8,669,747元美元，總體報酬較2007年減少37.4%。
穆拉利因為在福特的貢獻，在2009年入選《時代》百大人物排行榜。史蒂芬·巴爾默表示「穆拉利如同任何我所知的企業領導人，瞭解企業成功的基礎」。2011年，在《金融時報》安賽樂米塔爾的商業新銳獎（Boldness in Business Awards）中被評為年度人物。此外，他也獲選為《執行長》雜誌的2011年年度執行長。
2012年，堪薩斯大學鑑於穆拉利在工程及運輸產業的成就，授予他榮譽理學博士學位。同年11月1日，福特宣布穆拉利將續留該公司至2014年。2013年9月，據報導，穆拉利開始另尋其他職務，很可能在2014年之前提早辭職，而董事會也對他的這項決定表示支持。2014年5月1日，福特宣布穆拉利將在7月1日辭去福特的職務。

### 辭去福特執行長後生涯
2014年7月9日，穆拉利加入Google（現Alphabet）公司董事會。2016年4月，他成為西雅圖大學阿爾伯斯經濟與工商管理學院的高級研究員。2016年12月，凱莉安·康威在福斯新聞頻道節目上透露穆拉利為川普內閣的國務卿人選之一，不過，最終由埃克森美孚執行長雷克斯·蒂勒森擔任這項職務。

## 管理風格
穆拉利與全美汽車工人聯合會談判達成四項協議，將勞動成本從每小時76美元降低至每小時55美元。
他的住處與位於密歇根州迪尔伯恩的福特全球總部相距不到3英里。每週四上午7點，他會在福特總部的「雷鳥會議室」（Thunderbird Room）與高層進行「商業計畫評估」（Business Plan Review，簡稱BPR）會議。穆拉利竭盡全力地監督並以嚴厲的話語警示福特所面臨的困境。2007年2月，在一場容納100名資訊科技員工的會議期間，穆拉利便表示「我們已經經營不善長達40年了」，並不斷向他的職員傳達這則訊息。

## 外部連結
- 福特汽車公司上的艾倫·穆拉利生平
- C-SPAN內的頁面（英文）
- 《查理·罗斯访谈录》上的艾倫·穆拉利
- WorldCat 聯合目錄中艾倫·穆拉利的著作或與之相關的著作
- 《彭博商業周刊》上的個人簡介 （页面存档备份，存于）

| 商界職務                  | 商界職務                       | 商界職務               |
| ------------------------- | ------------------------------ | ---------------------- |
| 前任者： 小威廉·克萊·福特 | 福特汽車公司執行長 2006–2014年 | 繼任者： 馬克·菲爾德斯 |